# Kabasu Babo
Dominique Kabasu Babo (4. března 1950 Belgické Kongo – 30. ledna 2022) konžský fotbalista, obránce. Hrál za Zair na Mistrovství světa ve fotbale 1974. Celou kariéru hrál za tým AS Dragons. Babo zemřel 30. ledna 2022 ve věku 71 let na rakovinu.